# ملفين باتشيليت
ملفين باتشيليت (ولد في 23 مايو 2003) هو لاعب كرة قدم فرنسي محترف يلعب في لوهافر.